# جون ريد (صحفى)
جون «جاك» سيلاس ريد (بالإنجليزية: John Reed)‏ (22 أكتوبر 1887 -17 أكتوبر 1920) صحفي، وشاعر، وناشط شيوعي أمريكي. اكتسب ريد شهرة في البداية باعتباره مراسل عسكري خلال الحرب العالمية الأولى، وأصبح فيما بعد معروفًا بتغطيته لثورة أكتوبر في بيتروغراد في روسيا، والتي كتب عنها في كتابه «عشرة أيام هزت العالم».

## حياته المهنية

### صحافي
قرر ريد أن يصبح صحفيًا، وانطلق لترك بصمته في نيويورك، مركز الصناعة. استفاد ريد من تواصل مهم مع لينكولن ستيفنز من جامعة هارفارد، الذي كان يرسخ سمعته بصفته مُشهّر. وقدر مهارات ريد وفكره في موعد مبكر. وضع ستيفنز معجبه الصغير في مستوى المبتدئين في مجلة ذي أميركان، فقرأ المخطوطات، وصحح البراهين، وساعد لاحقًا في التأليف. استكمل ريد راتبه من خلال العمل في وظيفة إضافية كمدير أعمال لمجلة فصلية جديدة لم تستمر طويلًا أطلِق عليها لاندسكيب آركتكشر.
جعل ريد منزله في قرية غرينتش، مركزًا مزدهرًا للشعراء، والكتاب، والناشطين، والفنانين. أحب نيويورك، واستكشفها بلا هوادة وكتب قصائد عنها. دفع الإيجار من وظائفه الرسمية في المجلات، ولكنه سعى إلى تأسيس نفسه كصحفي مستقل. جمع قسائم الرفض، ونشر مقالًا وقصصًا قصيرةً عن الأشهر الستة التي قضاها في أوروبا، وفي النهاية توقف عمله في ذا ساتردي إيفنينغ بوست. في غضون عام، قبِل ريد بعمل آخر في مجلات كوليرز، وفورم، وذا سنشري. لُحِنت إحدى قصائده من قبل الملحن آرثر فووت. جاء محررو ذا أميركان إليه باعتباره مساهمًا وبدأوا في نشر أعماله.
أثير اهتمام ريد الجاد بالمشكلات الاجتماعية لأول مرة في ذاك الوقت من قبل ستيفنز وإيدا تاربيل. انتقل أبعد من ذلك إلى موقف سياسي أكثر راديكالية من موقفهم. في عام 1913 انضم إلى طاقم مجلة ذا ماسس،  التي حررها ماكس إيستمان. ساهم ريد بأكثر من 50 مقالًا، ومراجعة، ومتفرقات قصيرة في هذا المنشور الاشتراكي.
اعتقِل ريد مرات عديدة كان أولها في باترسون، نيو جيرسي في عام 1913، لمحاولته التحدث نيابة عن المضربين في مصانع الحرير في نيو جيرسي. المعاملة القاسية التي مارستها السلطات على المضربين والمدة القصيرة التي قضاها في السجن جعلت ريد أكثر راديكاليةً. تحالف مع الاتحاد الاشتراكي العام، عمال الدنيا الصناعيين. نشر قصته عن تجاربه في يونيو في مقال بعنوان «الحرب في باترسون». خلال نفس العام، بعد اقتراح قدمه زعيم عمال الدنيا الصناعيين بيل هايوود، وضع ريد في «عرض إضراب باترسون» في ماديسون سكوير جاردن كعبرة للمضربين.
في خريف عام 1913 أرسِل ريد إلى المكسيك من قبل مجلة متروبوليتان لإعداد تقرير عن الثورة المكسيكية. شارك في المخاطر التي تعرض لها جيش بانشو فيا لمدة أربعة أشهر، وكان مع جيش فيا الدستوري (الذي كان رئيسه السياسي فينوستيانو كارانسا) عندما هزم القوات الفيدرالية في توريون، ما فتح الطريق أمام تقدمه في مدينة مكسيكو. عشق ريد فيا، لكن كارانسا لم يؤثر فيه.
اكتسب ريد سمعة وطنية كمراسل عسكري بسبب تقاريره عن فيا في سلسلة مقالات في المجلات البارزة. تعاطف ريد بشدة مع عمال السخرة وعارض بشدة التدخل الأمريكي. جُمعت تقارير ريد ونُشرت في كتاب المكسيك المتمرة عام 1914.
في 30 أبريل 1914 وصل ريد إلى كولورادو إلى المنطقة التي شهدت مذبحة لدلو الأخيرة، نتيجة لقمع المالكين لتنظيم العمال. هناك قضى أكثر من أسبوع بقليل، وأجرى تحقيقًا في الأحداث، وتحدث نيابة عن عمال المناجم، وكتب مقالًا مؤثرًا حول هذا الموضوع («حرب كولورادو»، نُشر في يوليو). أصبح إيمانه في الصراع الطبقي أعمق بكثير.
قضى ريد صيف عام 1914 في بروفينس تاون بولاية ماساتشوستس مع مابل دودج وابنها، وهناك وضعا معًا كتاب المكسيك المتمردة وأجريا مقابلة مع الرئيس ويلسون حول هذا الموضوع. لم يكن التقرير الناتج عن ذلك، الذي خُفف كثيرًا بإصرار من البيت الأبيض، ناجحًا.

## التعليم
تعلم في جامعة هارفارد

## روابط خارجية
- جون ريد على موقع IMDb (الإنجليزية)
- جون ريد على موقع الموسوعة البريطانية (الإنجليزية)
- جون ريد على موقع ميوزك برينز (الإنجليزية)
- جون ريد على موقع إن إن دي بي (الإنجليزية)
- جون ريد على موقع قاعدة بيانات الفيلم (الإنجليزية)